# Liste des monuments de Fès
Ceci est une liste des monuments classés par le ministère de culture marocain aux alentours de Fès.
| Identifiant monument                                         | Site | Monument                                             | Adresse | Date de classement | Décret | Coordonnées                        | Illustration               |                       |
| ------------------------------------------------------------ | ---- | ---------------------------------------------------- | ------- | ------------------ | ------ | ---------------------------------- | -------------------------- | --------------------- |
| pc_architecture/sanae:390038                                 | Fès  | Bab el-Semarine (en)                                 |         |                    |        | 34° 03′ 15″ nord, 4° 59′ 24″ ouest | Bab el-Semarine (en)       | Télécharger une image |
| pc_architecture/sanae:190001 et pc_architecture/sanae:410047 | Fès  | Kasbah de Cherarda (en)                              |         |                    |        | 34° 03′ 45″ nord, 4° 59′ 29″ ouest | Kasbah de Cherarda (en)    | Télécharger une image |
| pc_architecture/sanae:270004                                 | Fès  | Médersa Al Mesbahia                                  |         |                    |        | 34° 03′ 55″ nord, 4° 58′ 23″ ouest | Médersa Al Mesbahia        | Télécharger une image |
| pc_architecture/sanae:390045                                 | Fès  | Bab Lhadid (d)                                       |         |                    |        | 34° 03′ 26″ nord, 4° 58′ 47″ ouest | Bab Lhadid (d)             | Télécharger une image |
| pc_architecture/sanae:390085                                 | Fès  | Bab El Khokha (Fès) (d)                              |         |                    |        | 34° 03′ 52″ nord, 4° 57′ 47″ ouest | Image manquante Téléverser | Télécharger une image |
| pc_architecture/sanae:390001                                 | Fès  | Bab Dekkakin                                         |         |                    |        | 34° 03′ 31″ nord, 4° 59′ 29″ ouest | Bab Dekkakin               | Télécharger une image |
| pc_architecture/sanae:390042                                 | Fès  | Bab Ftouh (en)                                       |         |                    |        | 34° 03′ 36″ nord, 4° 57′ 52″ ouest | Bab Ftouh (en)             | Télécharger une image |
| pc_architecture/sanae:390046                                 | Fès  | Bab Mahrouk                                          |         |                    |        | 34° 03′ 45″ nord, 4° 59′ 08″ ouest | Bab Mahrouk                | Télécharger une image |
| pc_architecture/sanae:270006                                 | Fès  | Médersa Seffarine                                    |         |                    |        | 34° 03′ 51″ nord, 4° 58′ 21″ ouest | Médersa Seffarine          | Télécharger une image |
| pc_architecture/sanae:390087                                 | Fès  | Bab Chorfa (d)                                       |         |                    |        | 34° 03′ 44″ nord, 4° 59′ 08″ ouest | Bab Chorfa (d)             | Télécharger une image |
| pc_architecture/sanae:390039                                 | Fès  | Bab al-Amer (en)                                     |         |                    |        | 34° 03′ 05″ nord, 4° 59′ 39″ ouest | Bab al-Amer (en)           | Télécharger une image |
| pc_architecture/sanae:390049                                 | Fès  | Bab El Hamra (d)                                     |         |                    |        | 34° 03′ 37″ nord, 4° 58′ 13″ ouest | Image manquante Téléverser | Télécharger une image |
| pc_architecture/sanae:390047                                 | Fès  | Bab Segma (en)                                       |         |                    |        | 34° 03′ 36″ nord, 4° 59′ 33″ ouest | Bab Segma (en)             | Télécharger une image |
| pc_architecture/sanae:390040                                 | Fès  | Bab Guissa (en)                                      |         |                    |        | 34° 04′ 08″ nord, 4° 58′ 33″ ouest | Bab Guissa (en)            | Télécharger une image |
| pc_architecture/sanae:390041                                 | Fès  | Bab Sidi Boujida (d)                                 |         |                    |        | 34° 04′ 05″ nord, 4° 58′ 00″ ouest | Image manquante Téléverser | Télécharger une image |
| pc_architecture/sanae:280008                                 | Fès  | Médina de Fès                                        |         |                    |        | 34° 03′ 40″ nord, 4° 58′ 40″ ouest | Médina de Fès              | Télécharger une image |
| pc_architecture/sanae:270002                                 | Fès  | Médersa Cherratine                                   |         |                    |        | 34° 03′ 51″ nord, 4° 58′ 26″ ouest | Médersa Cherratine         | Télécharger une image |
| pc_architecture/sanae:320060                                 | Fès  | palais Jamaï                                         |         |                    |        | 34° 04′ 09″ nord, 4° 58′ 27″ ouest | palais Jamaï               | Télécharger une image |
| pc_architecture/sanae:390002                                 | Fès  | Bab Bou Jeloud                                       |         |                    |        | 34° 03′ 42″ nord, 4° 59′ 03″ ouest | Bab Bou Jeloud             | Télécharger une image |
| pc_architecture/sanae:050030                                 | Fès  | Borj Nord                                            |         |                    |        | 34° 04′ 02″ nord, 4° 59′ 06″ ouest | Borj Nord                  | Télécharger une image |
| pc_architecture/sanae:270005                                 | Fès  | Médersa Bou Inania (Fes)                             |         |                    |        | 34° 03′ 44″ nord, 4° 58′ 58″ ouest | Médersa Bou Inania (Fes)   | Télécharger une image |
| pc_architecture/sanae:180046                                 | Fès  | musée du Batha                                       |         |                    |        | 34° 03′ 38″ nord, 4° 58′ 58″ ouest | musée du Batha             | Télécharger une image |
| pc_architecture/sanae:560001                                 | Fès  | synagogue Aben Danan                                 |         |                    |        | 34° 03′ 10″ nord, 4° 59′ 30″ ouest | synagogue Aben Danan       | Télécharger une image |
| pc_architecture/sanae:270001                                 | Fès  | Médersa Al-Attarine                                  |         |                    |        | 34° 03′ 55″ nord, 4° 58′ 25″ ouest | Médersa Al-Attarine        | Télécharger une image |
| pc_architecture/sanae:270003                                 | Fès  | Médersa Sahrij                                       |         |                    |        | 34° 03′ 47″ nord, 4° 58′ 07″ ouest | Médersa Sahrij             | Télécharger une image |
| pc_architecture/sanae:560015                                 | Fès  | synagogue Sla de Rebbi Abou (d)                      |         |                    |        | 34° 03′ 12″ nord, 4° 59′ 27″ ouest | Image manquante Téléverser | Télécharger une image |
| pc_architecture/sanae:270018                                 | Fès  | Medersa des sept (en)                                |         |                    |        | 34° 03′ 47″ nord, 4° 58′ 06″ ouest | Medersa des sept (en)      | Télécharger une image |
| pc_architecture/sanae:320067                                 | Fès  | la maison de Molay Driss Ben Abd El Hadj Belghit (d) |         |                    |        | à géolocaliser                     | Image manquante Téléverser | Télécharger une image |
| pc_architecture/sanae:320063                                 | Fès  | Dar El-Qadi El-Iraqi (d)                             |         |                    |        | à géolocaliser                     | Image manquante Téléverser | Télécharger une image |
| pc_architecture/sanae:110078                                 | Fès  | Foundouk Maamel Lekhcheb (d)                         |         |                    |        | à géolocaliser                     | Image manquante Téléverser | Télécharger une image |
| pc_architecture/sanae:110065                                 | Fès  | Hôtel Massara (d)                                    |         |                    |        | à géolocaliser                     | Image manquante Téléverser | Télécharger une image |
| pc_architecture/sanae:320020                                 | Fès  | Palais Mokri (d)                                     |         |                    |        | 34° 03′ 38″ nord, 4° 58′ 37″ ouest | Image manquante Téléverser | Télécharger une image |
| pc_architecture/sanae:110031                                 | Fès  | Foundouk Dar Es-S'nnah (d)                           |         |                    |        | à géolocaliser                     | Image manquante Téléverser | Télécharger une image |
| pc_architecture/sanae:560005                                 | Fès  | Synagogue Saadoun (d)                                |         |                    |        | à géolocaliser                     | Image manquante Téléverser | Télécharger une image |
| pc_architecture/sanae:390084                                 | Fès  | Bab Jamaï (d)                                        |         |                    |        | à géolocaliser                     | Image manquante Téléverser | Télécharger une image |
| pc_architecture/sanae:050015                                 | Fès  | Borj Cheikh Ahmed (d)                                |         |                    |        | 34° 03′ 30″ nord, 4° 59′ 10″ ouest | Borj Cheikh Ahmed (d)      | Télécharger une image |
| pc_architecture/sanae:050031                                 | Fès  | Borj Sud (en)                                        |         |                    |        | 34° 03′ 15″ nord, 4° 58′ 12″ ouest | Borj Sud (en)              | Télécharger une image |
| pc_architecture/sanae:190002                                 | Fès  | Kasba des Filala (d)                                 |         |                    |        | 33° 53′ 10″ nord, 5° 32′ 55″ ouest | Image manquante Téléverser | Télécharger une image |
| pc_architecture/sanae:270017                                 | Fès  | Medersa Fès-jedid ou du Dar El makhzen (d)           |         |                    |        | à géolocaliser                     | Image manquante Téléverser | Télécharger une image |
| pc_architecture/sanae:270014                                 | Fès  | Medersa El Oued (d)                                  |         |                    |        | à géolocaliser                     | Image manquante Téléverser | Télécharger une image |
| pc_architecture/sanae:270015                                 | Fès  | Medersa EL-karaouine (d)                             |         |                    |        | à géolocaliser                     | Image manquante Téléverser | Télécharger une image |
| pc_architecture/sanae:270016                                 | Fès  | Medersa de Bab Guissa (d)                            |         |                    |        | 34° 04′ 08″ nord, 4° 58′ 33″ ouest | Image manquante Téléverser | Télécharger une image |
| pc_architecture/sanae:270035                                 | Fès  | Medersa Al Mohammadia (d)                            |         |                    |        | à géolocaliser                     | Image manquante Téléverser | Télécharger une image |
| pc_architecture/sanae:120011                                 | Fès  | Seqqaïa Nejarine (d)                                 |         |                    |        | 34° 03′ 53″ nord, 4° 58′ 33″ ouest | Seqqaïa Nejarine (d)       | Télécharger une image |
| pc_architecture/sanae:520003                                 | Fès  | Bhalil (d)                                           |         |                    |        | 33° 51′ 05″ nord, 4° 52′ 03″ ouest | Image manquante Téléverser | Télécharger une image |
| pc_architecture/sanae:390048                                 | Fès  | Bab Jiaf (d)                                         |         |                    |        | 34° 03′ 16″ nord, 4° 59′ 16″ ouest | Image manquante Téléverser | Télécharger une image |
| pc_architecture/sanae:110003                                 | Fès  | Fondouk al-Najjariyyin                               |         |                    |        | 34° 03′ 53″ nord, 4° 58′ 33″ ouest | Fondouk al-Najjariyyin     | Télécharger une image |
| pc_architecture/sanae:320006                                 | Fès  | Palais El Beida (en)                                 |         |                    |        | 34° 03′ 30″ nord, 4° 58′ 38″ ouest | Palais El Beida (en)       | Télécharger une image |
| pc_architecture/sanae:380009                                 | Fès  | Kantara Ben Tato (d)                                 |         |                    |        | 34° 03′ 30″ nord, 4° 59′ 29″ ouest | Image manquante Téléverser | Télécharger une image |
| pc_architecture/sanae:110004                                 | Fès  | Foundouk Tetouaniyine (en)                           |         |                    |        | 34° 03′ 54″ nord, 4° 58′ 22″ ouest | Foundouk Tetouaniyine (en) | Télécharger une image |
| pc_architecture/sanae:390043                                 | Fès  | Bab Ech Chebbak (d)                                  |         |                    |        | 34° 03′ 44″ nord, 4° 58′ 47″ ouest | Image manquante Téléverser | Télécharger une image |
| pc_architecture/sanae:390037                                 | Fès  | Bab Kasba (Cherarda) (d)                             |         |                    |        | 34° 03′ 44″ nord, 4° 59′ 33″ ouest | Image manquante Téléverser | Télécharger une image |